# Pteris vittata
Pteris vittata es una especie de helecho del género Pteris. 

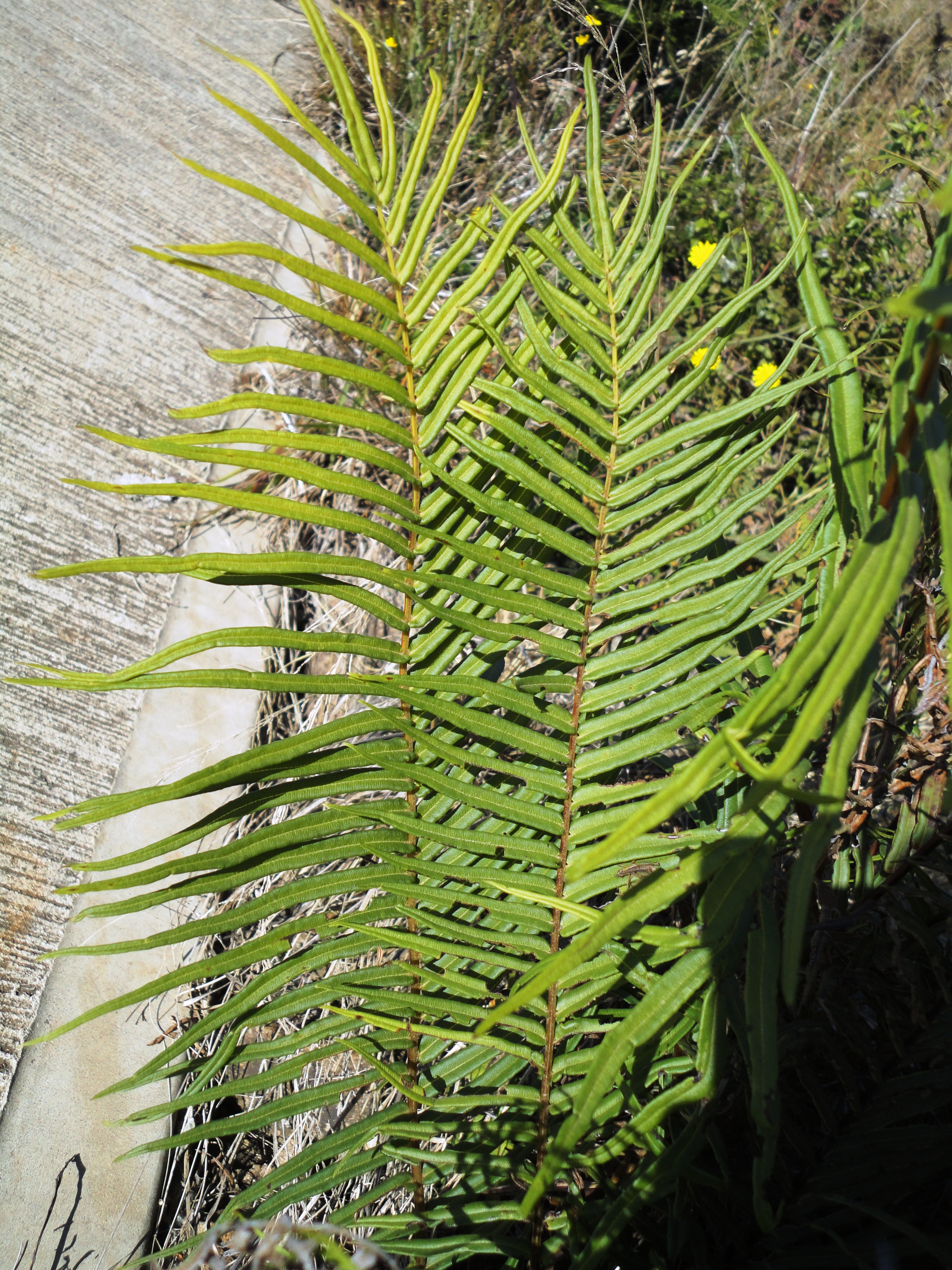
Detalle de la planta

## Descripción
Tiene un rizoma rastrero, de hasta 8 mm de ancho, con escamas de color café pálido. Las frondas de mechón insertado y espaciado hasta 1 cm de distancia, desde 0,75 hasta 1,8 m de altura. El estípite puede llegar a ser de hasta 12 cm de largo; lámina elíptico-oblonga  de hasta 1,15 m de altura, 40 cm de ancho, simplemente pinnadas, raquis glabros o ligeramente escamosos. Pinnas de 20-40 pares, la más baja reducida y no lobulada, generalmente ovadas a estrechamente lanceoladas, de 2-22 cm de largo, 0.7-1.4 cm de ancho, atenuadas en el ápice, diminutamente crenulado. Soros en líneas submarginales en la mayor parte de la longitud de las pinnas fértiles.

## Distribución
Se encuentra muy extendida en las regiones más cálidas del Viejo Mundo. También en la India a Japón, Malasia, Polinesia y Australia, asimismo ha sido introducida en el Nuevo Mundo.

## Propiedades
Es conocida en biorremediación por tener la capacidad de hiperabsorber arsénico.

## Taxonomía
Pteris vittata fue descrita por Carlos Linneo y publicado en Species Plantarum 2: 1074. 1753.
Sinonimia
- Pteris costata Bory
- Pteris diversifolia Sw.
- Pteris ensifolia Poir.
- Pteris inaequilateralis Poir.
- Pteris microdonata Gaudin
- Pteris vittata f. cristata Ching in Ching & S. H. Wu
- Pycnodoria vittata (L.) Small[4]